# Elżbieta Jezierska-Ziemkiewicz
Elżbieta Barbara Jezierska-Ziemkiewicz z domu Olszewska – polska programistka, jedna z pierwszych polskich informatyczek.

## Życiorys
Uczęszczała do IX Liceum Ogólnokształcącego w Warszawie. Ukończyła z wyróżnieniem studia w zakresie łączności na Wydziale Elektroniki i Technik Informacyjnych Politechniki Warszawskiej (1965). W trakcie studiów, w 1963, po raz pierwszy wyjechała do Francji – na pobyt stypendialny do firmy Bull w Paryżu. Jeszcze przed obroną dyplomu (1964) rozpoczęła pracę w Instytucie Maszyn Matematycznych. Uczestniczyła m.in. w projektowaniu procesora komputera ZAM-21, indywidualnie opracowała dla niego projekt arytmometru zmiennoprzecinkowego do ZAM-41Z. Współpracowała również przy projekcie Jednolitego Systemu Elektronicznych Maszyn Cyfrowych (RIAD) oraz Odra 1305 (z Elwro). Następnie, od października 1970 do końca 1972, pracowała nad K-202 w Zakładzie Minikomputerów u Jacka Karpińskiego. Po zamknięciu ze względów politycznych projektu K-202, od 1973 do 1975 jako główna konstruktorka opracowała koncepcję minikomputera Mera 400 w ZSM Mera, w tym osobiście procesor, moduł wielokrotnej precyzji, moduł pamięci operacyjnej i szynę systemu. W latach 1975–1979 zajmowała się w Instytucie Maszyn Matematycznych komputerowym Systemem Wspomagania Projektowania (CAD).
Zaangażowała się w działalność opozycyjną. W 1980 została członkinią NSZZ „Solidarność”. Opracowywała koncepcję systemu komputerowego SOLID 1981 (nazwanego na cześć „Solidarności”). Internowana po wprowadzeniu stanu wojennego w 1981 i osadzona początkowo w areszcie śledczym na Grochowie, a od stycznia 1982 w Gołdapi. Jako że w młodości intensywnie ćwiczyła taniec oraz gimnastykę sportową, w czasie pobytu w areszcie prowadziła dla innych osadzonych zajęcia z baletu. Po zwolnieniu, ze względu na częste donosy, była wówczas regularnie wzywana na milicję na przesłuchania, miała rewizje w domu.
Od 1984 do 1988 opracowywała system operacyjny IPIX w Instytucie Podstaw Informatyki PAN. Równolegle w przedsiębiorstwie polonijnym Amepol rozwijała system Mera 400 (wersja MX-16). W styczniu 1988, na zaproszenie strony francuskiej, rozpoczęła wraz z mężem pracę w firmie Bull. Żeby móc wyjechać, przed władzami polskimi udawali wyjazd na zimowy urlop (w tym celu między innymi do dachu samochodu mieli przywiązane narty). Zatrudniona została w pionie badawczo-rozwojowym, gdzie rozwijała się w zakresie systemów wieloprocesorowych. Pracowała także w oddziale firmy w Phoenix w Stanach Zjednoczonych. Po przejściu na emeryturę zamieszkali pod Wersalem.
Jej drugim mężem był Andrzej Ziemkiewicz (zm. 2020). Matka córki.

## Wyróżnienia
- Medal XXX-lecia Polskiego Towarzystwa Informatycznego (2012)[2]
- Krzyż Kawalerski Orderu Zasługi Rzeczypospolitej Polskiej „za wybitne zasługi w działalności na rzecz środowisk polonijnych we Francji” (2015)[4]
- Laureatka Złotej Księgi Absolwentów Politechniki Warszawskiej (2016)[5]
- Medal 70-lecia Polskiej Informatyki (2018)[6]